# تنگر فکتوری اوتلت
تنگر فکتوری اوتلت (انگلیسی: Tanger Factory Outlet) شرکت خرده‌فروشی آمریکایی است، که در سال ۱۹۸۱ تأسیس شد.